# MTMR14
MTMR14‏ (Myotubularin related protein 14) هوَ بروتين يُشَفر بواسطة جين MTMR14 في الإنسان.